# Aškelon
Aškelon (hebrejsky  אַשְׁקְלוֹן‎, arabsky عسقلان‎ Askalán, latinsky Ascalon, akkadsky Isqualluna, v oficiálním přepisu do angličtiny Ashqelon, přepisováno též Ashkelon) je město v Izraeli v Jižním distriktu.

## Dějiny
Dnešní Aškelon byl založen roku 1948, ale historie starověkého přístavního města Aškelon se datuje do doby bronzové. V průběhu historie městu vládli Kanaánci, Pelištejci, Izraelité, Babyloňané, Řekové, Féničané, Římané, Peršané, Egypťané, muslimové, Britové a křižáci. V roce 1270 bylo zničeno Mamlúky.
Aškelon byl již ve starověku jedním z nejvýznamnějších přístavů v Kanaánu a také jedním z pěti měst označovaných jako filištínské pentapolis (zbývající čtyři byla města Ašdod, Ekron, Gat a Gaza). Historie Aškelonu sahá až do doby bronzové (cca 2000–1500 př. n. l.), kdy se z něj stalo prosperující město. V této době město obývali původní Kananejci, kteří byli okolo roku 1150 př. n. l. vytlačeni Filištíny, Aškelon se posléze stal jedním z pěti zmíněných filištínských měst soupeřících s Izraelity v Judském království. V roce 604 př. n. l. bylo město vypleněno a zničeno babylónským králem Nabukadnezarem II., čímž skončilo filištínské období.
Díky své strategické pozici byl Aškelon brzy obnoven a stal se významným helénským přístavem. Zde se také narodil Herodes Veliký, který město po mnoha stránkách zvelebil; Aškelon vzkvétal po celou dobu římské i byzantské vlády.
V období křížových výprav byl Aškelon významná pevnost (křižáci jej nazývali latinským názvem Ascalon). Přestože byli egyptští Fátimovci poraženi křižáky v bitvě u Ascalonu (1099), město mělo natolik dobrou obranu, že se ho křižáckým vojskům podařilo dobýt až v roce 1153 pod vedením Balduina III. V roce 1187 se města zmocnil Saladin a nechal ho srovnat se zemí, aby se již nemohlo vrátit do rukou křižákům. Později na tomto místě nechal zbudovat pevnost Richard I. Lví srdce; město bylo však v roce 1270 opětovně zničeno Mamlúky.
Ve středověku je Aškelon popisován jako větší arabská vesnice al-Madždal (Věž), do roku 1948 se rozrostl na město s 11 000 obyvateli; byl proslavený zejména svým rozsáhlým tkalcovským průmyslem.
Stopy původního osídlení dodnes uchovává národní park Aškelon na západním okraji města.

## Moderní město
Moderní město Aškelon vzniklo z arabské vesnice al-Madždal (arabsky: المجدل‎ nebo مجدل عسقلان‎). V roce 1596 se jednalo o vesnici s 559 muslimskými domácnostmi, v roce 1931 zde žilo 6166 muslimů a 41 křesťanů.

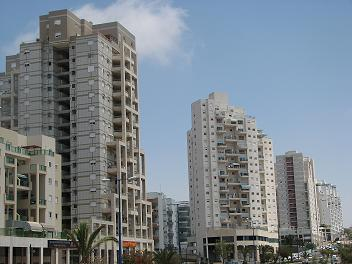
Moderní výstavba v Aškelonu

Během války za nezávislost nejprve město obsadily egyptské síly, pak bylo ale dobyto izraelskými silami. Izraelský generál Jig'al Alon nařídil vyhnání arabského obyvatelstva, jeho podřízení však rozkaz neplnili a Arabové ve městě zůstali dočasně v oddělené oblasti. Vláda následně rozhodla, že Arabové mohou být vystěhováni, ale pouze se svým souhlasem. Současně vláda zavedla pozitivní motivační prvky jako výhodný směnný kurz, ale také negativní motivaci v podobě nočních přepadů a kontrol; v důsledku těchto opatření se většina Arabů rozhodla odejít, byli převezeni do uprchlických táborů v pásmu Gazy. Repopulace města izraelskými přistěhovalci začala v roce 1949, do prosince tohoto roku počet židovských obyvatel vrostl na 2 500. V průběhu roku 1949 se město přejmenovalo z původního al-Madždal na Migdal Gaza, posléze na Migdal Gad a krátce potom na Migdal Aškelon. Název Aškelon dostalo město v roce 1953. V roce 1968 byla v Aškelonu zbudována koncová část Transizraelského ropovodu, který původně sloužil k transportu íránské ropy z Ejlatu (v současnosti slouží pro přepravu ruské ropy na asijské trhy). Od 80. let byla jižně od města budována elektrárna Rutenberg.
V současnosti je Aškelon prosperující město s nově vybudovaným sportovním komplexem a kulturním domem, v roce 2005 se zde otevřela největší světová odsolovací stanice s kapacitou 320 000 m³ odsolené vody na den, což odpovídá 5–6 % izraelské potřeby sladké vody. Na jižním okraji města se nachází archeologický park s ruinami starověkých staveb. Ve městě funguje Barzilajova nemocnice.

## Geografie

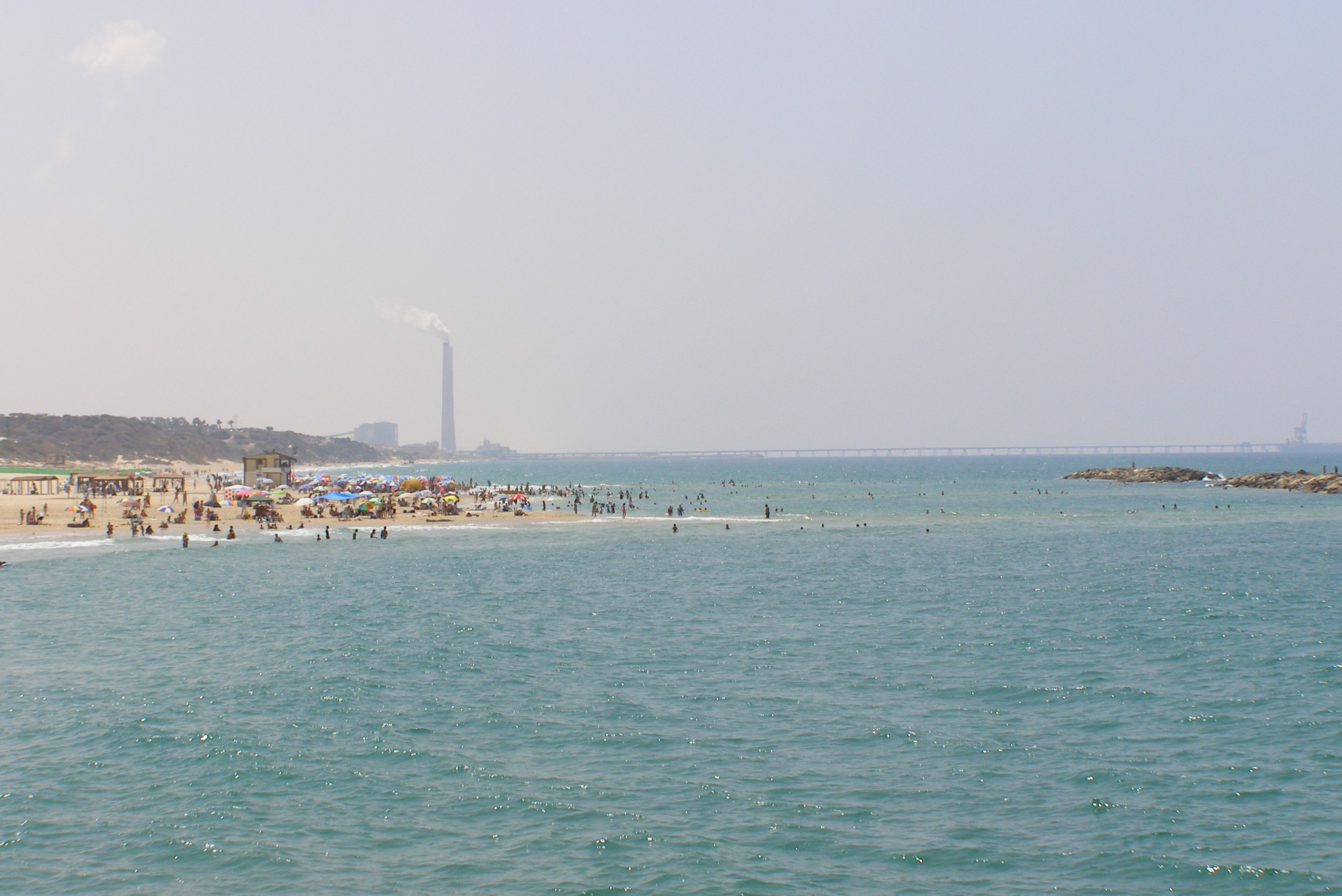
Pláž v Aškelonu v pozadí s Rutenbergovou elektrárnou

Nachází se v nadmořské výšce 10 m na pobřeží Středozemního moře, v izraelské pobřežní planině, přibližně 55 km jihozápadně od Tel Avivu a Ašdodu. Vnitrozemí je zemědělsky využíváno, pobřežní pás lemují písečné duny.
Leží v hustě osídlené oblasti, která je etnicky zcela židovská (ovšem nedaleko odtud jižním směrem začíná arabské Pásmo Gazy). Město je na dopravní síť napojeno pomocí severojižní dálnice číslo 4, ze které tu odbočují směrem do vnitrozemí dálnice číslo 45 a dálnice číslo 3. Město je napojeno rovněž na železnici. Stojí tu železniční stanice Aškelon, která je součástí železniční tratě Tel Aviv – Beer Ševa. Na východ zároveň nedaleko od města vybíhá železniční trať Kirjat Gat – Aškelon, která ale slouží jen pro nákladní přepravu.

## Demografie
Podle údajů z roku 2009 tvořili naprostou většinu obyvatel Židé – přibližně 100 000 osob (včetně statistické kategorie „ostatní“, která zahrnuje nearabské obyvatele židovského původu, ale bez formální příslušnosti k židovskému náboženství, přibližně 111 600 osob).
Jde o velkou obec velkoměstského typu s dlouhodobě rostoucí populací. K 31. prosinci 2017 zde žilo 137 900 lidí.
| Rok  | Obyvatelé |
| ---- | --------- |
| 1949 | 1 100     |
| 1950 | 5 100     |
| 1951 | 11 200    |
| 1952 | 12 500    |
| 1953 | 13 500    |
| 1954 | 14 400    |
| 1955 | 16 600    |
| 1956 | 19 500    |
| 1957 | 21 500    |
| 1958 | 22 300    |
| 1959 | 22 900    |
| 1960 | 23 800    |
| 1961 | 25 450    |
| 1962 | 28 400    |
| 1963 | 32 000    |
| 1964 | 35 000    |
| 1965 | 36 300    |
| 1966 | 36 900    |
| 1967 | 37 400    |
| 1968 | 38 200    |
| 1969 | 39 200    |
| 1970 | 40 100    |
| 1971 | 41 700    |
| 1972 | 43 100    |
| 1973 | 46 100    |
| 1974 | 47 000    |
| 1975 | 47 900    |
| 1976 | 48 700    |
| 1977 | 49 700    |
| 1978 | 50 600    |
| 1979 | 52 000    |
| 1980 | 53 100    |
| 1981 | 53 500    |
| 1982 | 54 100    |
| 1983 | 52 900    |
| 1984 | 54 700    |
| 1985 | 55 100    |
| 1986 | 55 400    |
| 1987 | 55 700    |
| 1988 | 56 300    |
| 1989 | 56 800    |
| 1990 | 59 700    |
| 1991 | 64 200    |
| 1992 | 66 700    |
| 1993 | 73 300    |
| 1994 | 80 100    |
| 1995 | 83 072    |
| 1996 | 86 870    |
| 1997 | 89 849    |
| 1998 | 92 305    |
| 1999 | 96 200    |
| 2000 | 98 937    |
| 2001 | 101 535   |
| 2002 | 103 200   |
| 2003 | 104 500   |
| 2004 | 105 100   |
| 2005 | 106 600   |
| 2006 | 107 800   |
| 2007 | 108 900   |
| 2008 | 110 600   |
| 2009 | 111 900   |
| 2010 | 114 500   |
| 2011 | 117 400   |
| 2012 | 120 000   |
| 2013 | 123 500   |
| 2014 | 126 800   |
| 2015 | 130 700   |
| 2016 | 134 500   |
| 2017 | 137 900   |
| 2018 | 141 000   |

## Partnerská města
Aškelon má následující partnerská města:
- Côte Saint-Luc, Quebec, Kanada
- Sin-jang, Čína
- Aix-en-Provence, Francie
- Kutaisi, Gruzie
- Berlin-Weißensee, Německo
- Sopoty, Polsko
- Entebbe, Uganda
- Portland, Oregon, Spojené státy americké
- Baltimore, Maryland, Spojené státy americké
- Iquique, Chile